# Glorietă

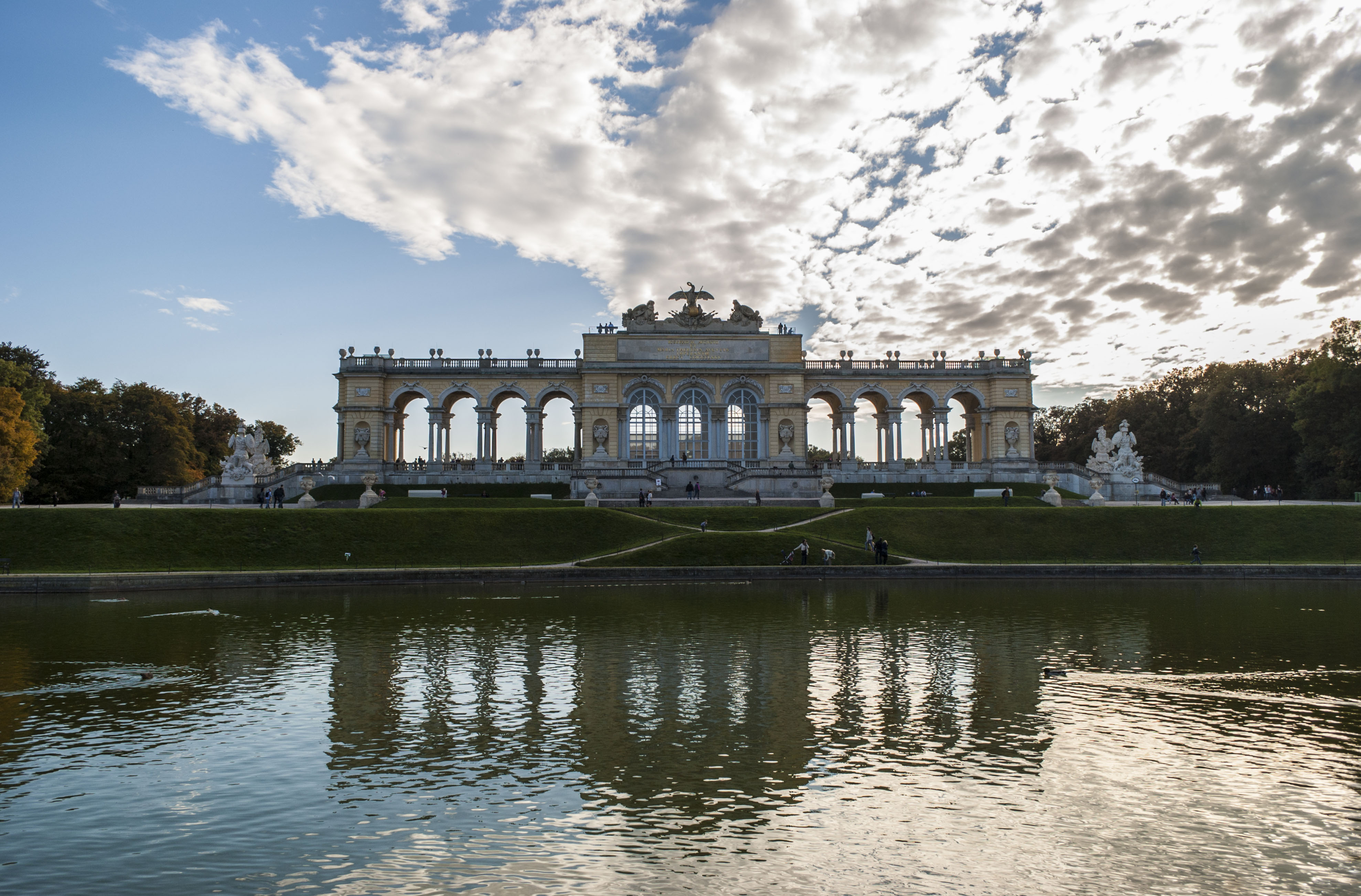
Glorieta palatului Schönbrunn.

O glorietă, termen provenit de la cuvântul glorie, desemna în secolul al XII-lea o căsuță cu o încăpere și începând din perioada Renașterii un mic pavilion sau templu în stil antic, situat în parcul unui castel, ca loc de odihnă și pentru recitat poezii. În epoca barocă a crescut numărul glorietelor construite în parcuri. Cea de la palatul Schönbrunn, în Austria, seamănă mai mult cu un pavilion de distracții prin dimensiunile sale.
Secolul al XVIII-lea și epoca neoclasică a făcut ca micile temple în stil antic să fie la modă, ele fiind dedicate muzelor sau zeilor antici (Venus sau Apollon) după apariția curentului literar romantic și al poeziilor elegiace. Ea este uneori folosită ca punct de belvedere pentru a admira frumusețea naturii. Atunci când este construită în formă rotundă cu coloane grecești, ea este denumită și monopteros în țările germanice.

## În prezent
Astăzi, acest termen se referă și la un mic pavilion de grădină ca o cușcă mare de păsări. Ambele construcții au aceeași formă. Glorieta este construită adesea din fier forjat și rareori din lemn.
În grădina prioratului d'Orsan, la Maisonnais, în departamentul Cher, numeroase gloriete din lemn împodobesc și umbresc aleile. Plantele agățătoare sunt adesea asociate cu acest tip de construcție.

## Imagini

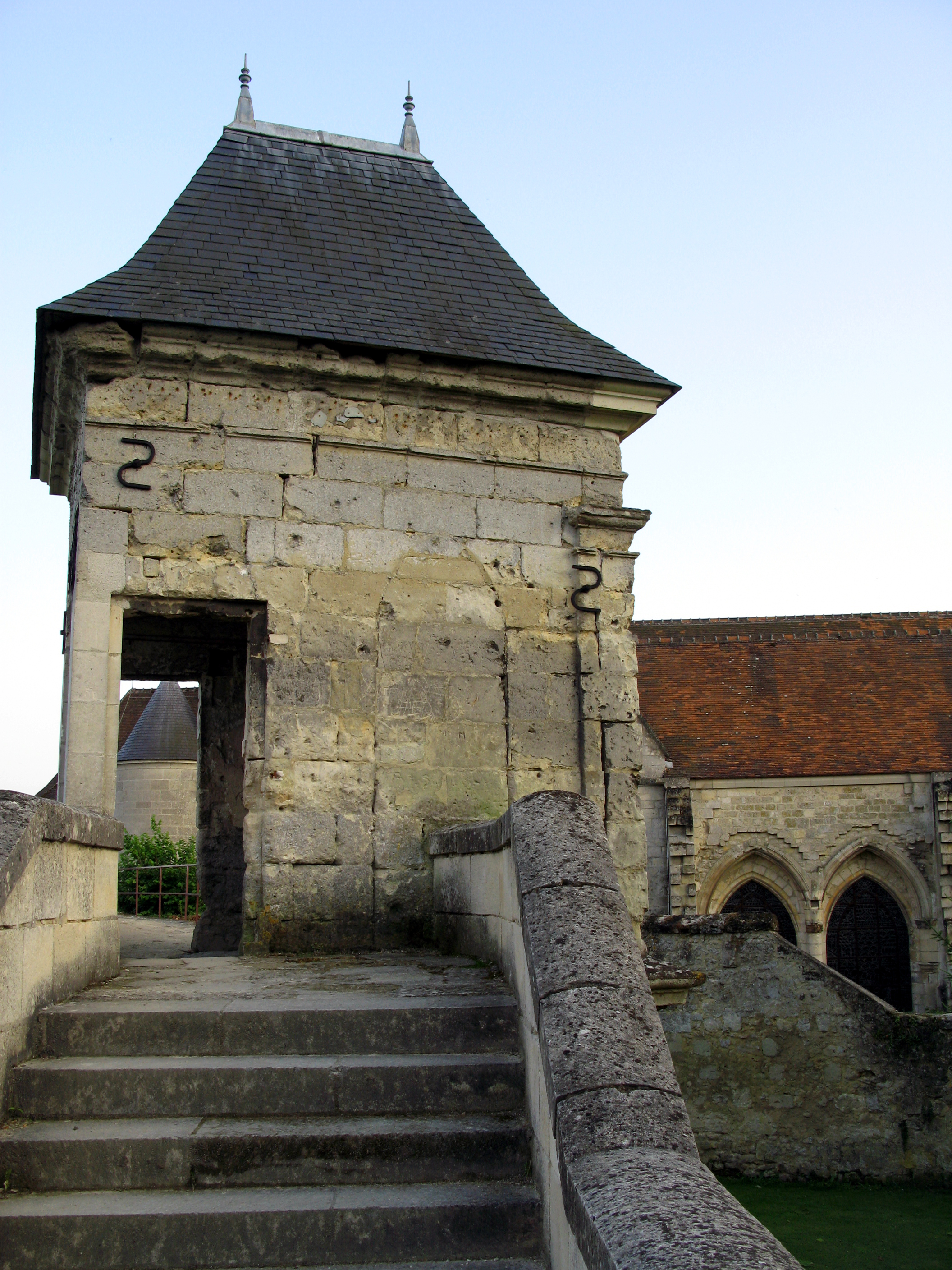
Glorieta din Coucy
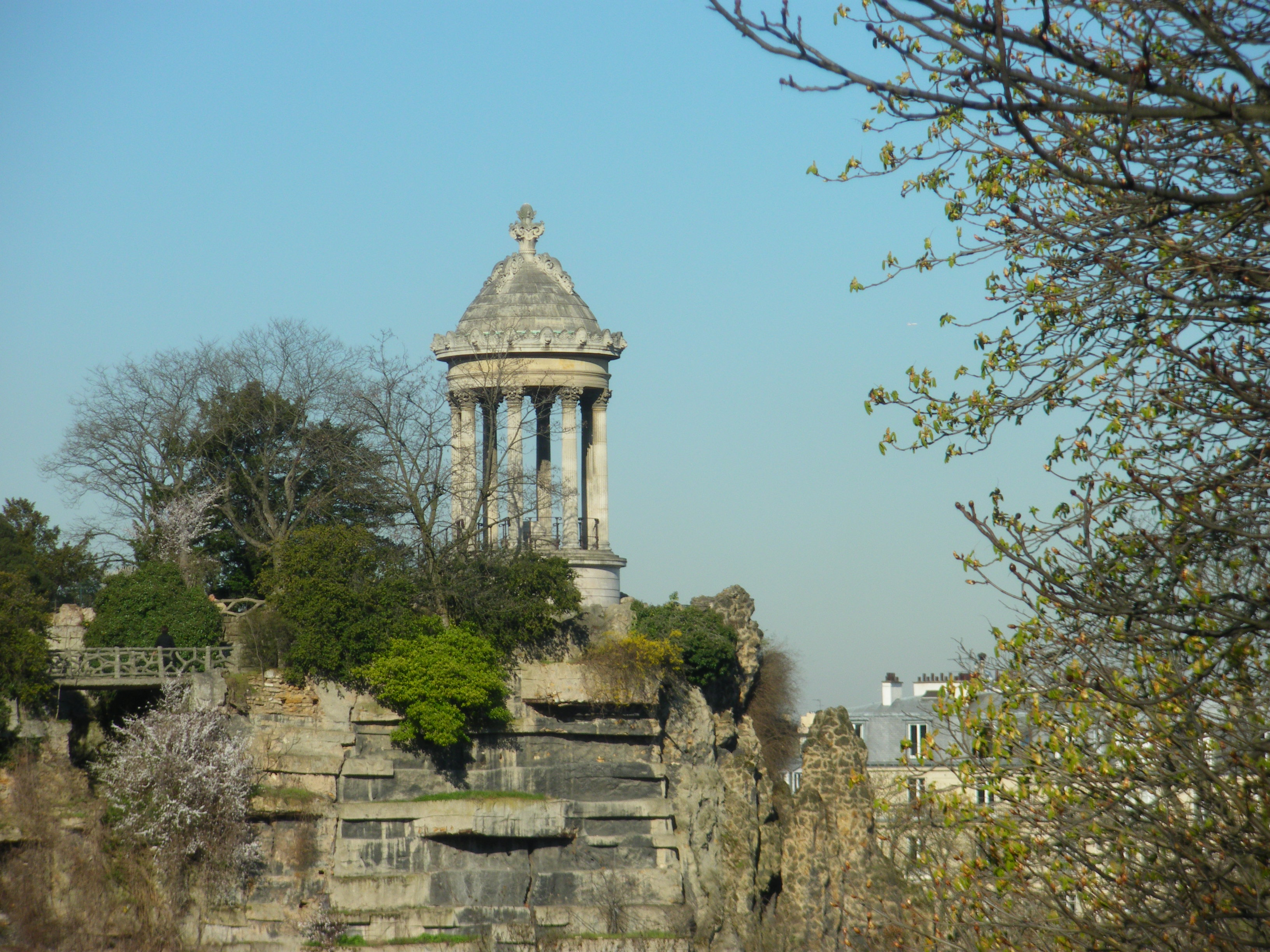
Glorieta din Buttes-Chaumont de la Paris serveşte ca punct de belvedere
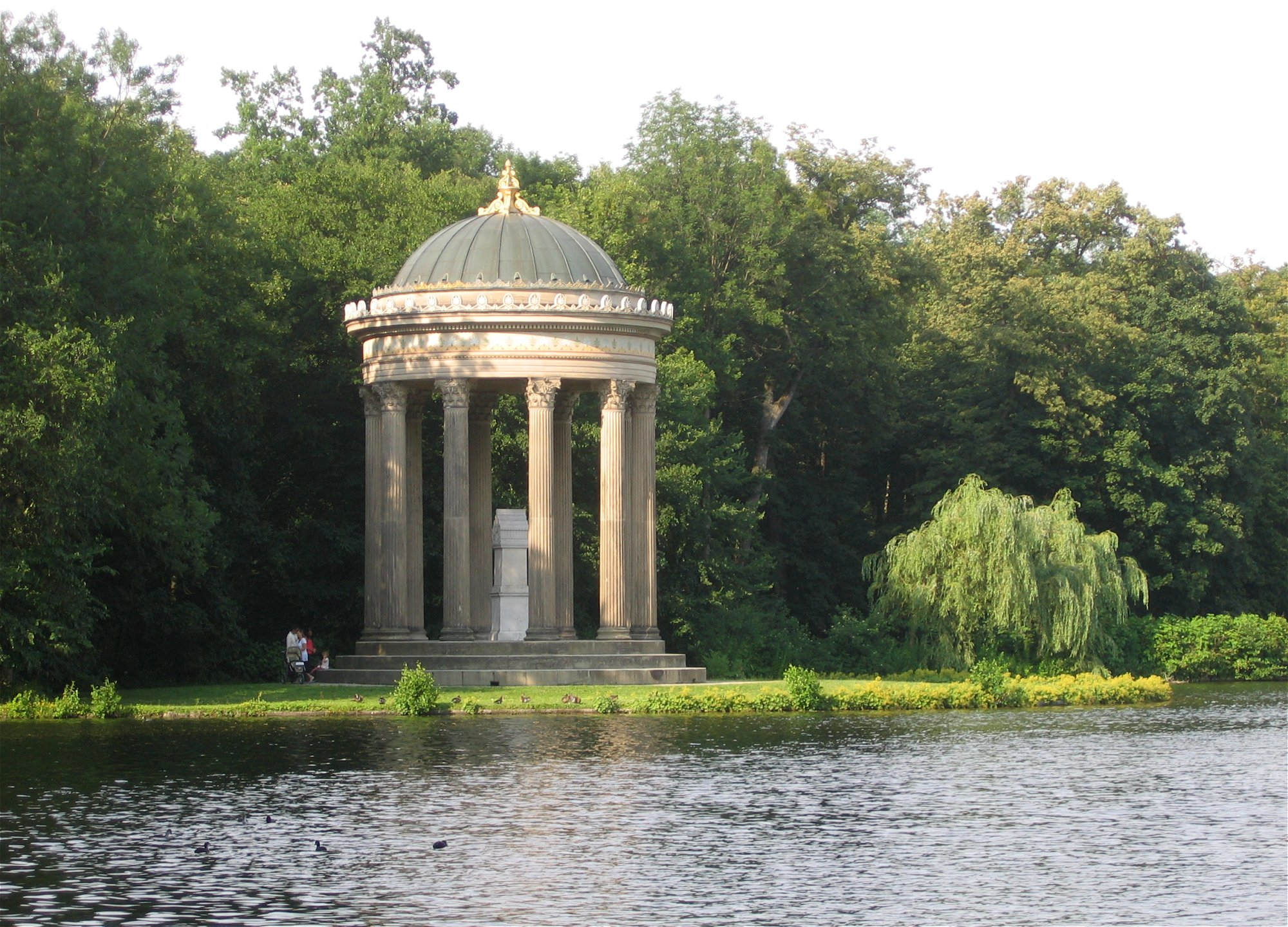
Glorieta numită Templul lui Apollo din parcul castelului Nymphenburg, din apropiere de Munchen
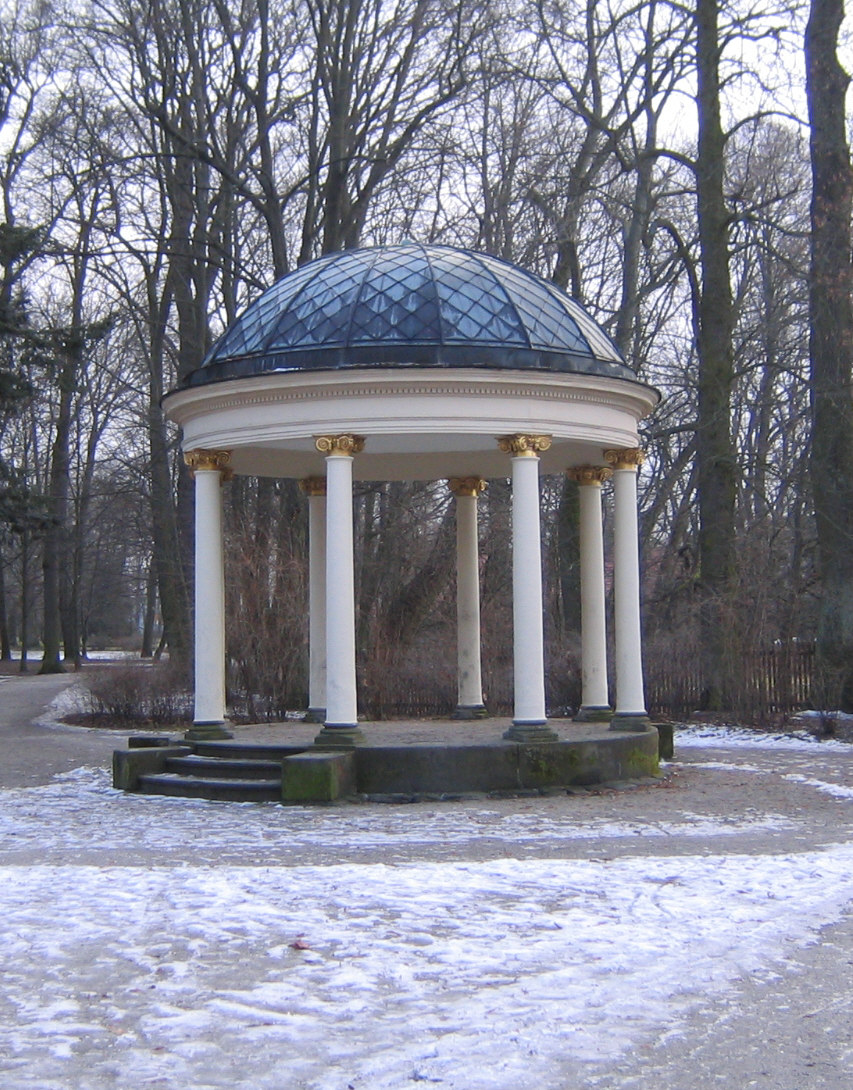
Glorieta din parcul castelului nou din Bayreuth (1765)
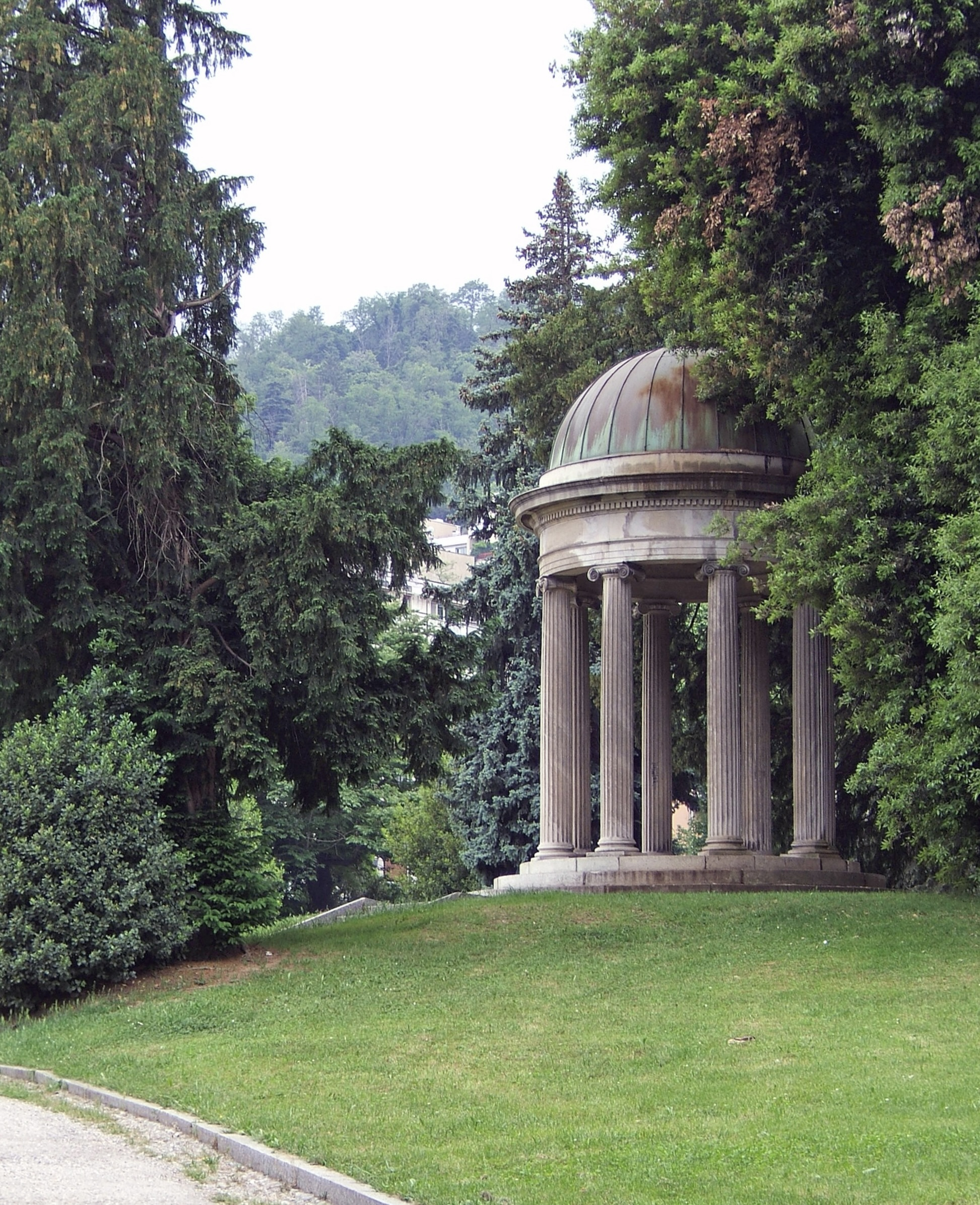
Glorieta din parcul Villei Olmo din Como